# Inhoudswoord
Een inhoudswoord is in de taalkundige benoeming een woord met een 'rijke' betekenis, in tegenstelling tot een functiewoord. 

## Woordsoort
Een inhoudswoord behoort doorgaans tot een van de volgende woordsoorten
- zelfstandig naamwoord
- werkwoord
- bijvoeglijk naamwoord
- bijwoord

Inhoudswoorden behoren in de regel tot open woordklassen. In een levende taal komen er dan ook bijna dagelijks nieuwe inhoudswoorden bij, ook al blijven deze neologismen soms maar voor heel korte tijd (ze worden dan ook wel hapaxen genoemd).

## Constituenten
Een belangrijk kenmerk van inhoudswoorden dat ze fungeren als het syntactisch hoofd van constituenten. Het soort constituent (nominaal, verbaal, adjectivisch of adverbiaal) wordt bepaald door de woordsoort waartoe het inhoudswoord behoort.